# Solarroller
O solarroller é um robô dragster movido a luz solar, a maioria tendo apenas um motor que o movimenta para frente. Sua alimentação vem do circuito "Solar Engine".
Nas competições entre solarrollers, cada um deve percorrer um metro no menor tempo possível, não sendo preciso freia-los com paraquedas.

## Configurações
Existem diferentes tipos de configurações de sollarroller podendo ter rodas menores ou maiores, um ou mais motores.